# Xestochironomus flinti
Xestochironomus flinti är en tvåvingeart som beskrevs av James E. Sublette och Wirth 1972. Xestochironomus flinti ingår i släktet Xestochironomus och familjen fjädermyggor.
Artens utbredningsområde är Dominica. Inga underarter finns listade i Catalogue of Life.